# Смит, Дейви Бой
Дэвид Смит (англ. David Smith; 27 ноября 1962, Голборн, Большой Манчестер — 18 мая 2002, Инвермир, Британская Колумбия) — английский рестлер.
Смит наиболее известен своими выступлениями в США в World Wrestling Federation (WWF, ныне WWE) под именами Дейви Бой Смит (англ. Davey Boy Smith) и Британский бульдог (англ. British Bulldog).
Он тренировался у Теда Бетли в Уинвике, Англия, а затем переехал в Калгари, Альберта, Канада, чтобы продолжить обучение у Стю Харта. Смит завоевывал титулы в WWE в течение трех десятилетий, с 1980-х по 2000-е годы. Он был хедлайнером множества PPV-шоу WWF и World Championship Wrestling (WCW), которые включали матчи за титулы чемпиона мира. Смит также победил своего шурина Брета Харта в борьбе за интерконтинентальное чемпионство WWF в главном событии SummerSlam 1992 года на лондонском стадионе «Уэмбли» перед 80 355 болельщиками. Харт считает это лучшим своим матчем.
Он был первым в истории чемпионом Европы WWF и является рекордсменом по продолжительности чемпионства (206 дней) и по общему количеству дней в качестве чемпиона (253). До того, как добиться успеха в сольной карьере, Смит достиг славы как один из членов команды «Британские бульдоги», вместе со своим двоюродным братом Динамит Кидом. Смит был введен в Зал славы WWE в 2020 году.

## Личная жизнь
У Смита и его жены Дианы двое детей: Гарри (родился 2 августа 1985 года) и Джорджия (родился 26 сентября 1987 года). В начале 2000 года Диана развелась с Смитом. В то время он поступил в клинику реабилитации от наркомании по инициативе и за счёт Винса Макмэна из-за проблем с болеутоляющими и морфийными препаратами, на которые получил рецепт, когда перенёс травму спины в WCW. Вскоре после этого он был уволен из WWF.
Андреа Реддинг, которая была его девушкой с 2000 года до его смерти, заявила, Смит собирался жениться на ней незадолго до смерти.

## Смерть
Смит умер 18 мая 2002 года после перенесённого сердечного приступа во время отпуска в Инвермере, Британская Колумбия со своей подругой, бывшей женой Брюса Харта, Андреа Реддинг. Вскрытие показало, что использование анаболических стероидов могло сыграть свою роль в его смерти, но определённой причины не было найдено. Было очевидно, что стресс, тяжёлые травмы и употребление наркотиков оказали влияние на здоровье Смита. Брюс Харт утверждал, что «Дейви заплатил цену за стероидные коктейли и гормоны роста».
Были проведены две похоронные службы: одна — Андреа, другая — семьёй Хартов. Брет Харт присутствовал на обоих.
Похоронен в своём родном городе Голбон.

## Титулы и награды
- All Japan Pro Wrestling
  - January 2nd Korakuen Hall Heavyweight Battle Royal Winner (1989)[2]
- Pro Wrestling Illustrated
  - Матч года (1992) против Брета Харта на SummerSlam
  - PWI ставит его под №15 среди 500 лучших рестлеров в 1993 году[3]
  - PWI ставит его под №5 среди 100 лучших команд в 2003 году с Dynamite Kid
  - PWI ставит его под №53 среди 500 лучших рестлеров в 2003 году[4]
- Stampede Wrestling
  - NWA Stampede International Tag Team Championship (Calgary version) (2 раза) — с Брюсом Хартом[5]
  - Stampede British Commonwealth Mid-Heavyweight Championship (1 раз)[6]
  - Stampede Wrestling International Tag Team Championship (2 раза) — с The Dynamite Kid[5]
  - Stampede North American Heavyweight Championship (2 раза)[7]
  - Stampede World Mid-Heavyweight Championship (1 раза)[8]
  - Stampede Wrestling Hall of Fame[9]
- World Wrestling Federation
  - Европейский чемпион WWF (2 раза)[10]
  - Хардкорный чемпион WWF (2 раза)[11]
  - Интерконтинентальный чемпион WWF (1 раз)[12]
  - Командный чемпион мира WWF (2 раза) — с Динамит Кидом (1) и Оуэном Хартом (1)[13]
  - Победитель Королевской битвы в Альберт-холле
  - Зал славы WWE (2020)
- Wrestling Observer Newsletter
  - Лучший приём (1984) Power clean dropkick
  - Вражда года (1997) с Бретом Хартом, Оуэном Хартом, Джимом Нейдхартом и Брайаном Пиллманом против «Ледяной Глыбы» Стива Остина
  - Команда года (1985) с The Dynamite Kid